# 라이벌스 (켄터키주)
라이벌스(Rivals)는 미국 켄터키주의 도시이다. 이 지역은 대부분 농경지이며 담배, 옥수수, 밀을 경작하고 콩, 가축, 염소를 기른다.